# Championnat de RDA de football (Bezirksliga) Leipzig
La Bezirksliga Leipzig fut une ligue de football à l’époque de l’ancienne RDA.
Elle couvrait le territoire du district (en allemand : Bezirk) de Leipzig. Elle était située, dans l’actuel Land de Saxe.
Durant 31 des 38 saisons de son existence, cette ligue représenta le 3e niveau de la hiérarchie du football est-allemand. De la fin de saison 1954-1955 au terme de la compétition 1962-1963, elle fut le 4e niveau, en raison de la création de la II. DDR-Liga.

## Histoire
Avec la création de la République démocratique allemande, en octobre 1949, une ligue supérieure de football avait été mise sur pied par les autorités communistes dès la saison 1948-1949. Lors du championnat suivant, la plus haute division fut renommée DDR-Oberliga.

Les 15 Bezirke (districts) de 1952 à 1990.

Un an après cette ligue supérieure, la « section football » du Deutscher Sportausschuß (DS) (le comité chargé de la gestion et du contrôle des activités sportives en RDA) décida de constituer un second niveau. Celui-ci fut dénommé DDR-Liga.
En dessous de ces deux premiers niveaux, le football resta structuré sur base de la subdivision administrative du pays en Länder (Brandebourg, Mecklembourg, Saxe, Saxe-Anhalt et Thuringe) auxquels s’ajoutait la zone de Berlin-Est, choisi comme capitale de l’État.
En 1952, les autorités communistes modifièrent le découpage administratif de l’Allemagne de l’Est. Les Länder furent remplacés par 15 districts (en allemand : Bezirk) : District de Berlin, Dresde, Karl-Marx-Stadt, Leipzig, Gera, Erfurt, Suhl, Halle, Magdeburg, Cottbus, Potsdam, Frankfort/Oder, Neubrandenbourg, Schwerin, Rostock.
La structure sportive suivit le mouvement avec la création au sein de chaque Bezirk d’une division la plus haute appelée Bezirksliga.
Sous chaque Bezirksliga se trouvèrent des Bezirksklasse (dont le nombre varia selon la grandeur du district concerné).
La plupart du temps, la Bezirksliga fut jouée sous forme d’une série unique, mais il arriva que certaines comportent, temporairement deux tableaux ou plus.

## Palmarès

### 1952 à 1955 « (niveau 3) »
| Ordre | Saison    | Champion                     | Nom actuel               | Promu | Remarques         |
| ----- | --------- | ---------------------------- | ------------------------ | ----- | ----------------- |
| 1     | 1952-1953 | BSG Fortschritt Hartha       | BC Hartha                | Oui   | Promu en DDR-Liga |
| 2     | 1953-1954 | BSG Rotation Nordost Leipzig | SG Rotation Leipzig 1950 | Oui   | promu en DDR-Liga |
| 3     | 1954-1955 | BSG Chemie Torgau            | SC Hartenfels Torgau 04  | Non   |                   |

### Tour de transition (1955)
À la fin du championnat 1954-1955, les autorités est-allemandes décidèrent que les compétitions suivraient le modèle soviétique. C'est-à-dire qu’elles débutèrent au début du printemps et se terminèrent à la fin de l’automne de la même année calendrier. Durant l’automne 1955, il fut disputé un tour de transition (en allemand : Übergangsrunde) sans montée ni descente. Ce système s’arrêta après la saison 1960. Les compétitions reprirent alors selon un schéma plus conventionnel à partir de la fin de l’été 1961, soit huit mois après la fin de la saison précédente.
| Ordre | Saison | Champion   | Nom actuel     | Promu | Remarques                       |
| ----- | ------ | ---------- | -------------- | ----- | ------------------------------- |
| x     | 1955   | SG Zwenkau | VfB Zwenkau 02 |       | Pas de montant ou de descendant |

### 1956 à 1963 « (niveau 4) »
En 1955, en plus du passage au modèle soviétique, les dirigeants communistes scindèrent la DDR-Liga, directement supérieure aux Bezirksligen. Si dans l’esprit des politiciens la DDR-Liga n’était que partagée en deux, il était clair que chaque Bezirksliga devint de facto une Division 4.
À partir de la saison 1958 et jusqu’à sa dissolution auterme du championnat 1962-1963 la II. DDR-Liga directement supérieure compta 5 séries. Les 15 champions de Bezirksliga y furent directement promus. En dehors de cette période, un tour final entre les champions de Bezirksliga désigna les montants.
Lors des saisons 1960 et 1961-1962, la Bezirksliga Leipzig se joua en deux groupes. Les deux vainqueurs s’affrontèrent lors d’une finale pour désigner le champion (Bezirksmeister).
| Ordre | Saison    | Champion                   | Nom actuel              | Promu | Remarques                                    |
| ----- | --------- | -------------------------- | ----------------------- | ----- | -------------------------------------------- |
| 4     | 1956      | BSG Aktivist Böhlen        | SV Chemie Böhlen        | Oui   | Promu en II. DDR-Liga                        |
| 5     | 1957      | BSG Motor Schkeuditz       | SC Eintracht Schkeuditz | Oui   | Promu en II. DDR-Liga                        |
| 6     | 1958      | SG Zwenkau                 | VfB Zwenkau 02          | Oui   | Promu en II. DDR-Liga                        |
| 7     | 1959      | ASK Vorwärts Leipzig       | Disparu                 | Oui   | Promu en II. DDR-Liga                        |
| 8     | 1960      | BSG Motor Schkeuditz       | SC Eintracht Schkeuditz | Oui   | Promu en II. DDR-Liga                        |
| 9     | 1961-1962 | BSG Lokomotive Ost Leipzig | SV Fortuna Leipzig      | Oui   | Promu en II. DDR-Liga avec son vice-champion |
| 10    | 1962-1963 | BSG Motor Altenburg        | SV Motor Altenburg      | Non   |                                              |

### 1963 à 1991 « (niveau 3) »
À la suite de la dissolution de la II. DDR-Liga à la fin de la saison 1962-1963, chaque Bezirksliga redevint la Division 3.
À partir de la saison 1971-1972 et jusqu’au terme du championnat 1982-1983 la DDR-Liga directement supérieure compta 5 séries. Les 15 champions de Bezirksliga y furent directement promus. En dehors de cette période, un tour final entre les champions de Bezirksliga désigna les montants.
| Ordre | Saison    | Champion                    | Nom actuel               | Promu | Remarques                                                    |
| ----- | --------- | --------------------------- | ------------------------ | ----- | ------------------------------------------------------------ |
| 11    | 1963-1964 | BSG Aktivist Böhlen         | SV Chemie Böhlen         | Non   |                                                              |
| 12    | 1964-1965 | BSG Motor Altenburg         | SV Motor Altenburg       | Non   |                                                              |
| 13    | 1965-1966 | BSG Aktivist Böhlen         | SV Chemie Böhlen         | Oui   | Promu en DDR-Liga                                            |
| 14    | 1966-1967 | BSG Aktivist Espenhain      | FSV Kitzscher            | Non   |                                                              |
| 15    | 1967-1968 | BSG Aktivist Böhlen         | SV Chemie Böhlen         | Oui   | Promu en DDR-Liga                                            |
| 16    | 1968-1969 | BSG Motor Altenburg         | SV Motor Altenburg       | Non   |                                                              |
| 17    | 1969-1970 | BSG Chemie Leipzig II       | FC Sachsen Leipzig       | Oui   | Promu en DDR-Liga                                            |
| 18    | 1970-1971 | ASG Vorwärts Leipzig        | Disparu                  | Oui   | Promu en DDR-Liga avec son vice-champion                     |
| 19    | 1971-1972 | 1. FC Lokomotive Leipzig II | 1. FC Lokomotive Leipzig | Oui   | Promu en DDR-Liga                                            |
| 20    | 1972-1973 | BSG Rotation Leipzig 1950   | SG Rotation Leipzig 1950 | Oui   | Promu en DDR-Liga                                            |
| 21    | 1973-1974 | BSG Lokomotive Ost Leipzig  | SV Fortuna Leipzig       | Oui   | Promu en DDR-Liga                                            |
| 22    | 1974-1975 | BSG Aktivist Espenhain      | FSV Kitzscher            | Oui   | Promu en DDR-Liga                                            |
| 23    | 1975-1976 | 1. FC Lokomotive Leipzig II | 1. FC Lokomotive Leipzig | Non   | Le vice-champion, BSG Motor Altenburg, fut promu en DDR-Liga |
| 24    | 1976-1977 | TSG MAB Schkeuditz          | SC Eintracht Schkeuditz  | Oui   | Promu en DDR-Liga                                            |
| 25    | 1977-1978 | BSG Stahl Nordwest Leipzig  | SV Leipzig Nordwest      | Oui   | Promu en DDR-Liga                                            |
| 26    | 1978-1979 | BSG Motor Altenburg         | SV Motor Altenburg       | Oui   | Promu en DDR-Liga                                            |
| 27    | 1979-1980 | BSG Stahl Nordwest Leipzig  | SV Leipzig Nordwest      | Oui   | Promu en DDR-Liga                                            |
| 28    | 1980-1981 | BSG Motor Altenburg         | SV Motor Altenburg       | Oui   | Promu en DDR-Liga                                            |
| 29    | 1981-1982 | BSG Chemie Markkleeberg     | Kickers 94 Markkleeberg  | Non   | Wittenberge fut promu                                        |
| 30    | 1982-1983 | BSG Stahl Nordwest Leipzig  | SV Leipzig Nordwest      | Oui   | Promu en DDR-Liga                                            |
| 31    | 1983-1984 | BSG Motor Grimma            | FC Grimma                | Oui   | Promu en DDR-Liga                                            |
| 32    | 1984-1985 | 1. FC Lokomotive Leipzig II | 1. FC Lokomotive Leipzig | Non   |                                                              |
| 33    | 1985-1986 | 1. FC Lokomotive Leipzig II | 1. FC Lokomotive Leipzig | Non   |                                                              |
| 34    | 1986-1987 | BSG Aktivist Borna          | Bornaer SV 91            | Non   |                                                              |
| 35    | 1987-1988 | BSG Aktivist Borna          | Bornaer SV 91            | Non   |                                                              |
| 36    | 1988-1989 | ASG Vorwärts Delitzsch      | Disparu                  | Non   |                                                              |
| 37    | 1989-1990 | BSG Aktivist Borna          | Bornaer SV 91            | Oui   | Promu en NOFV-Liga                                           |
| 38    | 1990-1991 | ESV Delitzsch               | ESV Delitzsch            | Oui   | Promu en Landesliga Sachsen                                  |

## Classements des champions
Parmi les entités différentes qui remportèrent le titre de la Bezirksliga Leipzig, le Motor Altenburg fut le plus titré :
| Ordre | Clubs                                  | Nom actuel               | Titres | Autres appellations |
| ----- | -------------------------------------- | ------------------------ | ------ | --- |
| 1     | BSG Motor Altenburg                    | SV Motor Altenburg       | 5      | 'SG Altenburg-Nord, ZSG Altenburg, BSG Stahl Altenburg, puis en 1952, BSG Motor Altenburg. Après 1990, le nom SV 90 Altenburg est employé. En 1999, le club prit l'appellation SV Motor Altenburg'. |
| 2     | Aktivist/Chemie Böhlen                 | SV Chemie Böhlen         | 4      | Création de BSG Benzin Böhlen et de BSG Brennstoff Böhlen. Ces deux entités devinrent en 1951, BSG Aktivist West Böhlen et BSG Aktivist Mitte Böhlen qui, en octobre 1952, fusionnèrent pour former BSG Aktivist Böhlen. Le 01/01/1969, le club devint BSG Chemie Böhlen. Le 17/07/1990, le club prit le nom de SV Chemie Böhlen, mais le 30/07/1990 la majorité des meilleurs joueurs rejoignirent le FC Grün-Weiss Leipzig (nouveau nom récent du BSG Chemie Leipzig) pour former le FC Sachsen Leipzig. Les éléments restants reconstituèrent un nouveau SV Chemie Böhlen. |
| 3     | 1. FC Lokomotive Leipzig II            | 1. FC Lokomotive Leipzig | 4      | |
| 4     | BSG Aktivist Borna                     | Bornaer SV 91            | 3      | créé en 1950 sous l'appellation BSG Aktivist Borna. En 1990, le club prit le nom de Bergbau-SV Borna puis le 01/09/1991, il devont le Bornaer SV 91. |
| 5     | BSG Stahl Nordwest Leipzig             | SV Leipzig Nordwest      | 3      | créé en 1950 comme BSG Stahl Nordwest Leipzig. Renommé SV Leipzig Nordwest en 1990, le club joua sous le nom de le SV Oertzen Leipzig de 1991 à 1994 avant de reprendre l'appellation SV Leipzig Nordwest. |
| 6     | Motor/MAB Schkeuditz                   | SC Eintracht Schkeuditz  | 3      | SG Schkeuditz qui devint SG Einheit Schkeuditz en 1948, puis BSG Stahl Schkeuditz en 1950 et BSG Motor Schkeuditz en 1952. Celui-ci devint TSG Schkeuditz en 1969 qui prit le nom de TSG Maschinen-und Apparatebau Schkeuditz ou TSG MAB Schkeuditz en 1972. En 1990, le club prit l'appellation de SC Eintracht Schkeuditz. |
| 7     | BSG Aktivist Espenhain                 | FSV Kitzscher            | 2      | Après 1990, renommé FSV Kitzscher |

Ancien logo du BSG Motor Altenburg

| 8     | BSG Lokomotive Ost Leipzig             | SV Fortuna Leipzig       | 2      | SG Paunsdorf puis RAW-Transportpolizei Leipzig en 1948 puis RAW-Polygraph Leipzig en 1949 puis BSG Lokomotive Ost Leipzig en 1950. Après 1990, le club reprit son appellation historique de SV Fortuna Leipzig. |
| 9     | Rotation Nordost/Rotation 1950 Leipzig | SG Rotation Leipzig 1950 | 2      | Créée le 15 mars 1950 comme SG Sachsenverlag Leipzig. En novembre 1950, il fusionna avec le SG Union Leipzig (précédemment SG Leipzig-Thekla). Il reçut peu après le nom de BSG Rotation Nord Leipzig. En 1951, le club s’appela BSG Rotation Nordost Leipzig. Après un déménagement vers le Georg-Schwarz-Sportpark plus au Sud de la ville, il devint le BSG Rotation Südwest Leipzig. En juin 1957, le club fut uni avec le BSG Aufbau Südwest Leipzig mais à la fin de l'année, il redevint le BSG Rotation Südwest Leipzig. En 1958, la valse des changements de dénomination prit fin. Après une unification avec le BSG Rotation Zentrum Leipzig, le club resta le BSG Rotation Leipzig 1950 jusqu'en 1990 |
| 10    | ASG Vorwärts Leipzig                   | Disparu                  | 2      | |
| 11    | SG Zwenkau                             | VfB Zwenkau 02           | 2      | SG Zwenkau devint BSG Aktivist Zwenkau en 1961. En 1971, le club devint BSG Chemie Zwenkau. Le 20/10/1990, le club prit le nom de SG Blau-Weiss Zwenkau qui devint le VfB Zwnekau 02, le 01/01/1992. |
| 12    | ASG Vorwärts Delitzsch                 | Disparu                  | 1      | |
| 13    | BSG Motor Grimma                       | FC Grimma                | 1      | SG Grimma, SG Nagema Grimma, puis BSG Stahl Grimma et BSG Motor West Grimma. En 1958, le club devint le BSG Motor Grimma. Le 27/06/1990, il fut renommé SV Motor Grimma puis le 04/10/1994 il reprit son appellation historique de SV Grimma 1919. En juillet 2009, après de longues négociations, la section football devint indépendante sous le nom de FC Grimma. |
| 14    | BSG Fortschritt Hartha                 | BC Hartha                | 1      | BSG Industrie Hartha renommé BSG Fortschritt Hartha en 1951. Le club reprit son nom historique de BC Hartha après 1990. |
| 15    | BSG Chemie Leipzig II                  | FC Sachsen Leipzig       | 1      | |
| 16    | TSG Chemie Markkleeberg                | Kickers 94 Markkleeberg  | 1      | créé en 1946 comme SG Markkleeberg, en février 1955 le club devint le BSG Medizin Markkleeberg. Le 30/06/1959, fut créé le BSG Aktivist Markkleeberg qui, en 1968, prit le nom de TSG Chemie Markkleeberg. À partir de 1986, le terme Chemie disparut. Le 30 juin 1990, le TSG Markkleeberg devint le 1. FC Markkleeberg. Au printemps 1994, le club fit faillite. Le 21 juin 1994, fut alors constitué le Kickers 94 Markkleeberg. |
| 17    | BSG Chemie Torgau                      | SC Hartenfels Torgau 04  | 1      | créé en 1946 comme SG Torgau qui devint ensuite SG Blau-Weiss Torgau puis BSG Blau-Weiss Torgau. La même année findation de BSG Steingut Torgau et BSG Glashütte Torgau. En 1950, Blau-Weiss, Steingut et Glashütte fusionnèrent pour former BSG Chemie Torgau. La même année 1950 furent fondés SG Dynamo Torgau et BSG Aufbau Torgau. En 1952 fondation de BSG Motor Torgau. Le 09/08/1990, le BSG Motor Torgau incorpora le SG Dynamo Torgau dissous et prit le nom de SSV 1952 Torgau. Le BSG Chemie Torgau devint le 1. FC Blau-Weiss Torgau. En janvier 2004, le 1. FC Blau-Weiss Torgau et la section football du SSV 1952 Torgau formèrent le SC Hartenfels Torgau 04.                                    |